# Katia Zanier
Pour les articles homonymes, voir Zanier.
Katia Zanier, née en 1975, est une chercheuse en biochimie française. Elle reçoit en 2017 la médaille de bronze du CNRS pour son travail sur le papillomavirus.

## Biographie
Katia Zanier intègre le CNRS en 2007. Elle effectue ses recherches au sein du laboratoire du CNRS sur la biotechnologie et signalisation cellulaire de Strasbourg. Son travail sur le papillomavirus humain vise à comprendre les processus biologiques impliqués dans le développement des cancers causés par le virus,.

## Récompenses et distinctions
- Médaille de bronze du CNRS (2017)[3]

## Publications
- (en) Katia Zanier et co, « Structure of the E6/E6AP/p53 complex required for HPV-mediated degradation of p53 », Nature, vol. 541-545,‎ 20 janvier 2016 (lire en ligne, consulté le 9 mars 2018).